# Jalal Altawil
Jalal Altawil (ou Jalal Alaweel ; en arabe جلال الطويل, né à Jubaadin جبعدين le 31 juillet 1981) est un acteur, metteur en scène, présentateur de télévision et de radio syrien. Diplômé de l’École supérieure des arts du théâtre de Damas en 2006, il y a enseigné l'art dramatique. Il joue dans des séries syriennes diffusées au Moyen-Orient et au Maghreb.
C'est un artiste engagé dans la révolution syrienne, ce qui le met en danger et le contraint à s'exiler en France, où il poursuit son travail de comédien et son engagement.

## Biographie

### Homme de théâtre
Il participe à plus de 25 pièces en tant que comédien ou metteur en scène. Son travail d'acteur lui ouvre les portes de différents festivals de théâtre, notamment le Damascus Theater Festival à trois reprises, le Cairo Festival par deux fois, le festival du Galta Bridge en Turquie ou le festival de Mascate à Oman. Son jeu d'acteur est plusieurs fois récompensé, au festival de Philadelphia par exemple où il obtient le prix du meilleur comédien de l'année 2005.
Parmi les grands auteurs qu'il met en scène et joue, on trouve l'œuvre d'Orhan Pamuk Mon nom est Rouge. Ohran Pamuk défendait les minorités kurdes et arméniennes contre le nationalisme turc. Jalal Altawil s'intéresse de par son art et ses mises en scène à la vie sociale, économique, politique et culturelle ainsi qu'à l'histoire de la Syrie et de la région. Ses pièces portent le plus souvent sur les problèmes du quotidien, la liberté de paroles et d'opinion et la diversité de la population syrienne.

### Acteur de séries télévisées
En plus de ses prestations en tant que comédien et metteur en scène, il participe à une trentaine de séries télévisées. Celles-ci sont diffusées dans tout le Moyen-Orient et le Maghreb. Il apparaît dans la série Bab Al Hara avec Jay Abdo. Il incarne Salmân al-Farîsi dans Omar Al Farouk qui est la plus grande production télévisuelle arabe produite à ce jour,. Il s'illustre dans la série El Ijtiyah (L'Invasion) réalisée par Chawki Mejri en 2006, série primée aux Emmy Awards, dans la catégorie meilleure série étrangère en 2008. Plus récemment, il participe à la saison 2 de la série Amal, sous la direction de Farah Alamah pour la chaine Al Aan.

### Artiste en exil
Dès le début de la guerre civile syrienne, Jalal Altawil s'engage pour la défense des droits de l'homme. Il participe notamment à plusieurs grandes manifestations civiles pacifiques à Damas et dans d’autres grandes villes. Arrêté à deux reprises par les services de police du gouvernement, battu et torturé, sa sécurité étant menacée, il est contraint de quitter la Syrie,,.
À la suite de son départ, il réside dans différents pays voisins de la Syrie où il continue son travail d'acteur. Il participe à deux films portant sur la situation des réfugiés syriens dans les pays limitrophes. Il joue ainsi le rôle principal dans le film Transit Game, réalisé par Ana Fahr en 2013. Son personnage, Mohammad, espère retrouver sa famille déchirée par la guerre. Il rencontre deux enfants palestiniens dont les histoires lui donnent un aperçu des incertitudes auxquelles il aura à faire face en tant que réfugié. Ce film est primé plusieurs fois[réf. nécessaire].
Jalal anime et produit différentes émissions télévisées et une émission radiophonique en Jordanie. Elles soulignent son soutien à la population civile syrienne malgré son départ de Syrie. Tabah Roho, par exemple, est une émission culinaire tournée en Jordanie. Jalal s'invite chez des syriens afin de partager avec eux des recettes familiales et les souvenirs du pays. Ses émissions sont également politiques. Le programme radiophonique Selfie, qu'il anime pendant plusieurs mois est une émission satirique, qui dénonce avec humour les actes et les crimes du régime syrien, de Daech et du Front al-Nosra.
Son engagement passe par sa participation à différentes conférences et forum au Moyen-Orient et au Maghreb. Il prend ainsi part à la Conférence sur les droits de l'homme et la citoyenneté au Maroc, mais aussi au Forum de défense de la liberté de la presse dans le monde arabe en Jordanie et au Réseau des femmes syriennes en Égypte en 2013.
Dans l'exil, il continue à s'impliquer comme acteur de la société civile en imaginant et mettant en œuvre des ateliers artistiques à visée thérapeutique : L'Effet papillon (The Butterfly Effect). Ce projet voit le jour pour accompagner les enfants syriens victimes du conflit dans leur démarche de reconstruction psychologique et émotionnelle. Ces ateliers de deux mois chacun ont été organisés sous sa supervision, en collaboration avec des médecins et psychologues. L'objectif est d'aboutir à une représentation théâtrale interactive, faite de collages, de dessins, de jeux d'ombres et de lumières, dont les acteurs principaux sont les enfants. Il travaille auprès de plus de 150 enfants syriens déplacés ou réfugiés, et met en scène différents spectacles en Syrie, Jordanie, Égypte, Turquie et Liban.

### Installation en France
Jalal Altawil vit en France depuis 2015, et continue son travail d’acteur professionnel. Il joue dans Les Optimistes de Lauren Houda Hussein et Ido Shaked, au sein de la compagnie Théâtre Majaz au cours de l'année 2016-2017. Il joue sur scène au Théâtre national de la Colline sous la direction de Wajdi Mouawad en 2017 dans Tous des oiseaux, ,,, pour incarner Hassan al-Wazzan dit « Léon l'Africain ».
Il continue également son travail d’écriture comme artiste en résidence à la Chartreuse de Villeneuve-lès-Avignon, centre national des écritures du spectacle,.

## Travaux réalisés
Metteur en scène
- Il n’y a pas de réconciliation, adaptation du poème d'Amal Dankal, mise en scène de Jalal Altawil, 2008, Damas
- Mon nom est rouge, adaptation de l’œuvre Mon nom est Rouge d’Orhan Pamuk, 2008, Damas
- Al Jedareh, adaptation de l’œuvre de Mahmoud Darwich, 2008, Damas
- Le Païen volant, adaptation de l’œuvre de Mahmoud Darwich, 2008, Damas
- The Eighth O’clock, adaptation de l’œuvre de Zakaria Tamer, 2008, Damas
- L'Homme au tarbouch, adaptation de l’œuvre de Zakaria Tamer, 2008, Damas
- La Pauvreté, adaptation du roman Les Pauvres Gens de Fiodor Dostoïevski, mise en scène de Jalal Altawil, 2007-2008, Damas
- Schizophrenia, compilation de différentes œuvres d’Eugène Ionesco, adaptation et mise en scène de Jalal Altawil, 2007, Damas
- Shakespeare, l’homme de pierre, compilation de 5 pièces de William Shakespeare, adaptation et mise en scène de Jalal Altawil, 2007, Damas
- Answer Machine, écrit et dirigé par Jalal Altawil, 2007, Damas
- Dangereux, adaptation de l’œuvre de J.B. Priestley, metteur en scène et assistant, Damas
- Trône de sang, adaptation de Macbeth et de Richard III de William Shakespeare, metteur en scène et assistant, Damas

Auteur
- Monster[20], projet en cours, en résidence à la Chartreuse de Villeneuve-lès-Avignon, 2017
- Schizophrenia, compilation de différentes œuvres d’Eugène Ionesco, adaptation et mise en scène de Jalal Altawil, Damas, 2007
- Shakespeare, l’homme de pierre, compilation de 5 pièces de William Shakespeare, adaptation et mise en scène de Jalal Altawil, Damas, 2007
- Answer Machine, écrit et dirigé par Jalal Altawil, Damas, 2007

Comédien
- Tous des oiseaux[15],[16],[17],[18], écriture et mise en scène de Wajdi Mouawad, au Théâtre national de la Colline, 2017, Paris
- Les Optimistes[14], de Lauren Houda Hussein et Ido Shaked, mise en scène de Ido Shaked, au théâtre Majaz, 2016-2017, Paris
- Le Corps sur la voie latérale, de Saadallah Wannous, mise en scène d'Ossama Halal, 2012, Damas
- La Courbe de tous les dangers, mise en scène d'Orwa Al Arabi, 2011, Damas
- Don Quichotte, de Miguel de Cervantes, mise en scène d'Ossama Halal, 2009-2010, Le Caire et Damas
- La Fête, mise en scène de Raad Khalaf, 2009, Masquât Oman
- Le Bain Baghdadi, écriture et mise en scène de Jawad Al Assadi, 2006, Damas et Le Caire
- Le Concerto de pierres, écriture et mise en scène par Jawad Al Assadi, 2006, Oman
- The Tunnel – Improvisations, mise en scène de Faiz Qazaq, 2005-2006, Damas et Jordanie
- Snooze, mise en scène de Ziuhier Al Omar, 2004, Turquie
- AB, mise en scène de Faiz Qazaq, 2004, Damas
- Arabea, mise en scène de Basem Qahar, 2004, Damas
- Sauvons notre planète, mise en scène de Fawaz Jaber, 2003, Damas
- Civilization Journey, mise en scène de Raad Khalaf, 2001, Damas

## Filmographie
Longs métrages
- 2019 : Joyeuse retraite ! de Fabrice Bracq : Souleymane le cuisinier
- 2021 : Voisins (Neighbours) de Mano Khalil : Wahid Hanouf
- 2022 : La Conspiration du Caire de Tarik Saleh : Cheikh Omar Beblawi
- 2023: Green Border d'Agnieszka Holland : Bashir
- 2024: Langue étrangère de Claire Burger : Anthar

Courts métrages
- 2013 : We Are Going Back d'Orwa Al Ahmad
- 2014 : Transit Game[7] d'Anna Faher : Mohammad
- 2018 : Burqa City[21] de Fabrice Bracq : le policier
- 2019 : Je serai parmi les amandiers[22],[23]de Marie Le Floc'h : Iyad
- 2021 : Shahin de Amin Kamali : Joseph
- 2022 : Legio Patria Nostra de Kevin Favillier
- 2022 : L'apatride (Stateless) de Kevin Favillier : Moudar

Séries télévisées
- 2009 : Cup of Blood (Finjan Al Dam)
- 2010 : Behind the Sun de Samir Al Hussen
- 2010 : Abu Janti 1 de Zuhier Qanoua’a
- 2010 : Bab Al Hara, saison 5 de Bassam Al Malaa : Abu Al Ward
- 2010 : The Wasp de Tamer Ishaq
- 2010 : La Punition de Rashad Kokash
- 2011 : School Days d'Iyad Nahaas
- 2011 : L'Homme digne d'Alaa Al Den Kokash
- 2011 : Omar de Hatem Ali
- 2012 : Farouk Omar : Salman le Perse
- 2013 : Dark White de Roula Kayal
- 2017 : Amal, saison 2 de Farah Alamah
- 2019 : Eden[24]de Dominik Moll : Fares
- 2020 : Vampires de Benjamin Dupas, Isaure Pisani-Ferry et Anne Cissé (série télévisée) : Stan